# Condado de Coffee (Alabama)
El condado de Coffee es un condado de Alabama, Estados Unidos. Nombrado en honor del General John Coffee. Tiene una superficie de 1763 km² y una población de 43 615 habitantes (según el censo de 2000). La sede de condado es Elba.

## Historia
El Condado de Coffee se fundó en 1841.

## Geografía
Según la Oficina del Censo de los Estados Unidos el condado tiene un área total de 1763 km², de los cuales 1759 km² son de tierra y 4 km² de agua (0,23%).

### Principales autopistas
- U.S. Highway 84
- State Route 27
- State Route 51
- State Route 87
- State Route 88
- State Route 92
- State Route 134

### Condados adyacentes
- Condado de Pike (norte)
- Condado de Dale (este)
- Condado de Geneva (sur)
- Condado de Covington (oeste)
- Condado de Crenshaw (noroeste)

### Ciudades y pueblos
- Elba
- Enterprise (parcialmente - Parte de Enterprise se encuentra en el Condado de Dale)
- Kinston
- New Brockton

## Demografía
| Población histórica Año Población ±% 1900 20 972 — 1910 26 119 +24.5 % 1920 30 070 +15.1 % 1930 32 556 +8.3 % 1940 31 987 −1.7 % 1950 30 720 −4.0 % 1960 30 583 −0.4 % 1970 34 872 +14.0 % 1980 38 533 +10.5 % 1990 40 240 +4.4 % 2000 43 615 +8.4 % |           |         |
| Población histórica |           |         |
| Año | Población | ±%      |
| 1900 | 20 972    | —       |
| 1910 | 26 119    | +24.5 % |
| 1920 | 30 070    | +15.1 % |
| 1930 | 32 556    | +8.3 %  |
| 1940 | 31 987    | −1.7 %  |
| 1950 | 30 720    | −4.0 %  |
| 1960 | 30 583    | −0.4 %  |
| 1970 | 34 872    | +14.0 % |
| 1980 | 38 533    | +10.5 % |
| 1990 | 40 240    | +4.4 %  |
| 2000 | 43 615    | +8.4 %  |